# Heinrich I. von Scharfenberg
Heinrich I. von Scharfenberg (* um 1050; † 29. Dezember 1072 in Speyer) war von 1067 bis zu seinem Tode der 31. Bischof von Speyer.

## Leben
Heinrich stammte aus dem Geschlecht der Herren von Scharfenberg, einem südwestdeutschen Ministerialengeschlecht aus der Gegend der Reichsburg Trifels in der Südpfalz. Stammsitz der Familie wurde später die Burg Scharfenberg. Er war ein Jugendfreund des Königs Heinrich IV. und wurde von diesem 1067 – noch minderjährig – zum Bischof von Speyer ernannt, zuvor war er Kanoniker am Goslarer Stift gewesen.
Bei der Inbesitznahme des Bistums zollte die Speyrer Bevölkerung dem jugendlichen Bischof kaum Respekt. Schon bald zeigte sich, dass Heinrich ein genusssüchtiger Verschwender war, der das Kirchengut ungehemmt verprasste. Am 15. August 1071 nahm Heinrich an einer Synode in Mainz teil, auf der über die Absetzung des der Simonie beschuldigten Bischofs von Konstanz, Karl, verhandelt und dieser zur Abdankung gezwungen wurde.
Einem zeitgenössischen Chronisten, Lambert von Aschaffenburg, zufolge, starb Heinrich an einem 29. Dezember vor Mitternacht, nachdem er in der Vesper einen Erstickungsanfall erlitten hatte. Remling datiert Heinrichs Tod aufgrund von Urkunden seines Nachfolgers Rüdiger genannt Huzmann in das Jahr 1072.